# Gewandhausorchester
Het Gewandhausorchester is een symfonieorkest in Leipzig. Het telt circa 175 musici en geldt daarmee als het grootste beroepsorkest ter wereld. De chef-dirigent van het orkest is sinds 2018 Andris Nelsons. Het orkest draagt de naam van het Gewandhaus, het gebouw van het gilde der lakenhandelaren. Het draagt zijn huidige naam sinds 1781. Felix Mendelssohn Bartholdy was Kapellmeister van het orkest. 

## Het orkest
De geschiedenis van het orkest gaat terug tot de 15de eeuw. Het orkest geldt als het oudste burgerlijke orkest van Duitsland. Oorspronkelijk was het een vereniging die door vermogende kooplieden in stand werd gehouden. Sinds 1840 is het orkest een instelling van de stad Leipzig, die haar reputatie als muziekstad voor een groot deel aan dit orkest dankt. Het orkest verzorgde in de 19e eeuw vele premières van nu klassieke werken. Het Gewandhausorchester behoort tot de weinig overgebleven Europese orkesten met een duidelijk eigen klank en speelstijl. Vooral de beheerstheid, de milde toonvorming en het fijnzinnige samenspel vallen hierbij op.
Het orkest is tevens het orkest van de Opera van Leipzig.

## Het Gewandhaus

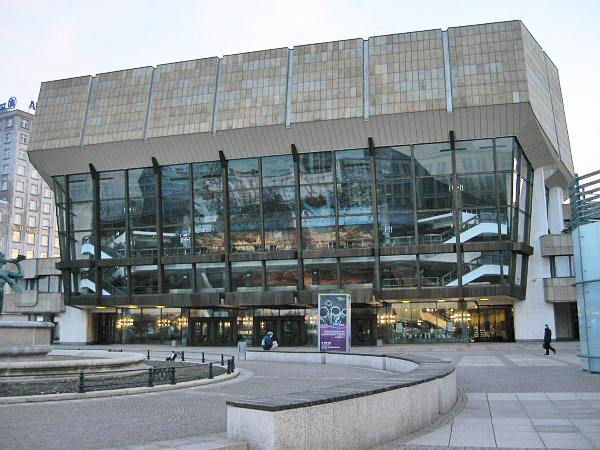
Het derde Gewandhaus aan het Augustusplein

De zaal van het eerste Gewandhaus werd in 1843 verbouwd met goede akoestische resultaten. In 1884 bouwde men een groter Neues Gewandhaus. Het oude Gewandhaus werd niet meer gebruikt. Ook dit nieuwe gebouw bleek een uitstekende akoestiek voor klassieke muziek te hebben. Voor een aantal concertzalen vormde deze zaal een belangrijk uitgangspunt, onder andere voor het Concertgebouw te Amsterdam en de Boston Symphony Hall. Tijdens de Tweede Wereldoorlog heeft het gebouw in 1943 zwaar te lijden gehad van bombardementen. Na de oorlog werd het gebouw provisorisch gerestaureerd en weer in gebruik genomen. Uiteindelijk werd deze concertzaal in 1968 onder veel protest gesloopt. In 1981 werd het huidige derde Gewandhaus geopend.

## Belangrijke chef-dirigenten
| - 1781–1785 Johann Adam Hiller - 1785–1810 Johann Gottfried Schicht - 1810–1827 Johann Philipp Christian Schulz - 1827–1835 Christian August Pohlenz - 1835–1843 Felix Mendelssohn - 1843–1844 Ferdinand Hiller - 1845–1847 Felix Mendelssohn - 1848–1854 Julius Rietz - 1860–1895 Carl Reinecke - 1895–1922 Arthur Nikisch | - 1922–1928 Wilhelm Furtwängler - 1929–1933 Bruno Walter - 1934–1945 Hermann Abendroth - 1946–1949 Herbert Albert - 1949–1962 Franz Konwitschny - 1964–1968 Václav Neumann - 1970–1996 Kurt Masur - 1998–2005 Herbert Blomstedt - 2005–2016 Riccardo Chailly - 2018– Andris Nelsons |